# 維亞特卡省
維亞特卡省（羅馬化：Vyatskaya guberniya）是俄羅斯帝國和蘇聯早期的一個省。包括今日基洛夫州大部、和烏德穆爾特共和國全部等。面積153,652平方公里，1897年人口3,030,831人。首府維亞特卡。
1796年建省，1929年被併入下諾夫哥羅德州。